# Perdrix de Daourie
Perdix dauurica
Espèce
Statut de conservation UICN

 LC  : Préoccupation mineure
La Perdrix de Daourie (Perdix dauurica) est une espèce d'oiseaux de la famille des Phasianidae.

## Distribution
La perdrix de Daourie a une vaste distribution dans les steppes de Russie, de Mongolie et du nord de la Chine : Monts Altai, Sibérie centrale et méridionale, est du Tadjikistan, Kirghizistan, Bouriatie, sud de la Russie jusqu’au lac Khanka à l’est, Mongolie, Mongolie intérieure, nord-ouest et nord de la Chine. C'est une espèce sédentaire, mais qui migre en altitude selon l'enneigement.

## Sous-espèces
- P. d. dauurica (Pallas, 1811) inclut P. d. turcomana Stolzmann,1898. La forme nominative occupe l’ouest et le centre de l’aire de distribution.
- P. d. suschkini Poliakov, 1915 inclut P. d. castaneothorax Hachisuka & Taka-Tsukasa, 1939 et P. d. przewalskii Suschkin, 1926. Cette forme, plus rousse et plus foncée que P. d. dauurica, se rencontre dans le centre et l’est de Chine. P. d. przewalskii, du centre-nord de la Chine, est parfois considérée comme une sous-espèce valide (Madge & McGowan 2002), sur la base des couleurs du plumage, plus pâles, presque sable.

## Habitat
La perdrix de Daourie se rencontre dans divers habitats de plaine et de montagne jusqu’à 3 000 m d’altitude, mais elle marque une préférence pour les zones buissonneuses, les herbages forestiers ou les bois clairs bordant des prairies. Elle peut être observée dans les steppes et prairies arbustives, les clairières enherbées, les jachères mais rarement dans les zones complètement découvertes. Elle s’aventure toutefois dans les cultures, en automne et en hiver, pour y chercher sa nourriture (Hennache & Ottaviani 2011).

### Alimentation
Son alimentation consiste en végétaux et aussi insectes au moment de la reproduction et de l’élevage des jeunes : racines fraîches, jeunes feuilles, bourgeons, graines diverses, baies, céréales (Zhao et al. 1992).

### Mœurs
Ses mœurs sont assez mal connues, mais supposées similaires à celles de la perdrix grise.
En dehors de la saison de reproduction, cette perdrix vit en troupes importantes de 7 à 50 oiseaux, habituellement 15 à 25, mais pouvant compter jusqu'à plus de 200 individus en hiver (Zhao et al. 1992).

### Voix
Le chant est présumé semblable à celui de la perdrix grise, mais il n’y a aucune étude précise à ce sujet.

### Nidification
La perdrix de Daourie est monogame. Elle niche à la base d’un arbre, à l’abri d’un buisson ou d’herbes épaisses, dans une dépression garnie d’herbes, de racines, de feuilles et de plumes de duvet. Les deux conjoints participent à la confection du nid. La période de nidification varie suivant les régions : en mars dans les Monts Altaï, avec une ponte en avril ; entre mai et fin-juin dans le centre nord et est de la Chine (Zhao et al. 1992).

### Statut, conservation
Cette espèce n’est pas considérée comme menacée, bien que son statut soit mal connu sauf dans l’est de la Chine où elle serait commune en certaines régions (Jelin, Hebei, Heilongjiang). La chasse intensive qui lui est faite partout peut représenter une menace de même que les modifications d’habitat (Zhao et al. 1992, Madge & McGowan 2002).